# Joseph Bédier
Joseph Bédier (Parigi, 28 gennaio 1864 – Le Grand-Serre, 29 agosto 1938) è stato un filologo francese.

## Biografia
Allievo di Gaston Paris, gli si può attribuire il superamento delle prospettive romantico-positivistiche del maestro, ma soprattutto fu colui che, rifiutando il metodo di Lachmann, instaurò un nuovo metodo nell'allestimento delle edizioni critiche, basato sul criterio del Codex optimus (da lui chiamato bon manuscrit), che fu detto appunto "Metodo di Bédier".
Ricoprì il ruolo di docente di filologia romanza a Friburgo, a Caen, alla Sorbona e al Collège de France.
Fu eletto membro dell'Académie française nel 1920, andando a occupare il posto che era stato di Edmond Rostand.
Morì nel 1938 per un ictus.

## L'attività di filologo
Bédier curò l'edizione di diverse opere della letteratura medioevale come per esempio il Roman de Tristan di Tommaso d'Inghilterra negli anni 1902-1905. Fondamentale nel suo percorso è l'edizione critica del Lai de l'ombre  di Jean Renart, allestita nel 1890 in osservanza al metodo del Lachmann e, una ventina d'anni dopo, secondo il suo metodo personale, quello del bon manuscrit.
Nello studio intitolato Les Fabliaux. Etudes de littérature populaire et d'histoire littéraire du moyen âge, del 1893 evidenziò la difficoltà di risalire alle origini dei temi favolistici e l'inconsistenza del considerare l'India la patria della novellistica europea.
Nel trattato Légendes épiques del 1913 si preoccupò di scindere ogni relazione tra le chansons e gli avvenimenti carolingi narrati, e di dimostrare la loro origine legata alla collaborazione fra chierici e giullari e soprattutto ai santuari posti sui siti dei pellegrinaggi.

## Pubblicazioni principali
- Les Fabliaux. Etudes de littérature populaire et d'histoire littéraire du moyen âge (1893)
- Les Légendes épiques (1908-1913)
- La tradition manuscrite du "Lai de l'ombre". Réflexions sur l'art d'éditer les anciens textes (1929)